# Pierre-Amand Landry
Vous lisez un « bon article » labellisé en 2013.
Pour les articles homonymes, voir Landry.
Pierre-Amand Landry (né le 1er mai 1846 à Memramcook au Nouveau-Brunswick (Canada) et mort le 28 juillet 1916 à Dorchester au Nouveau-Brunswick) a été enseignant, avocat, juge et homme politique canadien. Il est une figure majeure de la renaissance acadienne.
Diplômé du collège Saint-Joseph, habile à la fois en français et en anglais, il est également un très bon orateur. Il est député provincial indépendant de Westmorland entre 1870 et 1874 puis siège sous la bannière conservatrice de 1878 à 1883. Il est ensuite député fédéral de Kent, aussi comme conservateur. Il soutient le bilinguisme, le pacifisme et l'égalité des peuples.
Suivant les traces de son père, qui est le premier député acadien de la province, il devient le premier avocat acadien ainsi que le premier membre d'un conseil des ministres puis le premier juge et finalement le seul à être fait chevalier. Sa carrière politique commence durant la Question des écoles du Nouveau-Brunswick, une période de tensions ethniques et religieuses. Son implication dans certains procès, notamment celui pour meurtre durant l'affaire Louis Mailloux, sa carrière politique fructueuse et surtout sa grande influence sur le gouvernement de Daniel Lionel Hanington contribuent parfois à la montée d'un sentiment anti-acadien chez la majorité anglo-protestante. Il en ressort toutefois avec la réputation d'un défenseur de la cause acadienne tout en gagnant le respect pour son intégrité, à la fois chez les anglo-protestants et les catholiques irlandais et acadiens. Pierre-Amand Landry préside les trois premières Conventions nationales acadiennes et s'implique dans la nomination d'un premier évêque de son origine.
Malgré ses premières pour un Acadien, Pierre-Amand Landry a tour à tour refusé un poste de sénateur, de Premier ministre du Nouveau-Brunswick et de lieutenant-gouverneur du Nouveau-Brunswick. Sa santé fragile puis son cancer, la dépression de son épouse Annie ainsi que sa crainte que la renaissance acadienne soit trop rapide aux yeux de la majorité anglo-protestante ont influencé ses décisions.

## Famille

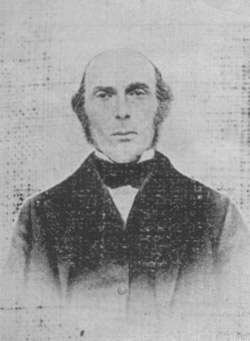
Amand Landry, le père de Pierre-Amand. Portrait datant de 1870.

Pierre-Amand Landry naît le 1er mai 1846 à Memramcook, au Nouveau-Brunswick, devenu province du Canada en 1867. Il est le quatrième d'une famille de neuf enfants et le fils aîné. Son père est l'homme politique Amand Landry (1805-1877) et sa mère est Pélagie Caissie (1812-1871) ; les deux sont cousins issus de germains.
Pierre-Amand est de la quatrième génération des Landry de Memramcook, tous des agriculteurs. La famille Landry descend de René Landry, arrivé avant 1686 à Port-Royal ; selon les sources, il est le neveu ou le frère d'un autre René Landry. René Landry est déporté en 1755 mais revient s'établir dans la région de Memramcook vers 1767, où il meurt en 1823. L'ancêtre des Caissie (ou Casey) est Roger Kessey, né en Irlande vers 1648, capturé par les Anglais et évadé en Acadie en 1665, où il épouse une Acadienne à Port-Royal. Roger Kessey est lui aussi déporté. Il passe de la France en Louisiane vers 1780 et quelques-uns de ses descendants parviennent à Memramcook. Pierre-Amand Landry compte également Charles de Saint-Étienne de La Tour (1593-1666), gouverneur de l'Acadie, parmi ses ancêtres.
|  |  | Alain Landry | Alain Landry | Alain Landry | Alain Landry | Alain Landry | Alain Landry |              |              | Anastasie Dupuis | Anastasie Dupuis | Anastasie Dupuis | Anastasie Dupuis | Anastasie Dupuis | Anastasie Dupuis |                     |  |  |  | Michel Caissie | Michel Caissie | Michel Caissie | Michel Caissie | Michel Caissie  | Michel Caissie  |                 |                 | Marie Landry    | Marie Landry    | Marie Landry | Marie Landry | Marie Landry | Marie Landry |  |  |  |  |  |  |  |  |  |  |  |  |  |  |  |  |  |  |  |  |  |  |  |  |
|  |  | Alain Landry | Alain Landry | Alain Landry | Alain Landry | Alain Landry | Alain Landry |              |              | Anastasie Dupuis | Anastasie Dupuis | Anastasie Dupuis | Anastasie Dupuis | Anastasie Dupuis | Anastasie Dupuis |                     |  |  |  | Michel Caissie | Michel Caissie | Michel Caissie | Michel Caissie | Michel Caissie  | Michel Caissie  |                 |                 | Marie Landry    | Marie Landry    | Marie Landry | Marie Landry | Marie Landry | Marie Landry |  |  |  |  |  |  |  |  |  |  |  |  |  |  |  |  |  |  |  |  |  |  |  |  |
|  |  |              |              |              |              |              |              |              |              |                  |                  |                  |                  |                  |                  |                     |  |  |  |                |                |                |                |                 |                 |                 |                 |                 |                 |              |              |              |              |  |  |  |  |  |  |  |  |  |  |  |  |  |  |  |  |  |  |  |  |  |  |  |  |
|  |  |              |              |              |              | Amand Landry | Amand Landry | Amand Landry | Amand Landry | Amand Landry     | Amand Landry     |                  |                  |                  |                  |                     |  |  |  |                |                |                |                | Pélagie Caissie | Pélagie Caissie | Pélagie Caissie | Pélagie Caissie | Pélagie Caissie | Pélagie Caissie |              |              |              |              |  |  |  |  |  |  |  |  |  |  |  |  |  |  |  |  |  |  |  |  |  |  |  |  |
|  |  |              |              |              |              | Amand Landry | Amand Landry | Amand Landry | Amand Landry | Amand Landry     | Amand Landry     |                  |                  |                  |                  |                     |  |  |  |                |                |                |                | Pélagie Caissie | Pélagie Caissie | Pélagie Caissie | Pélagie Caissie | Pélagie Caissie | Pélagie Caissie |              |              |              |              |  |  |  |  |  |  |  |  |  |  |  |  |  |  |  |  |  |  |  |  |  |  |  |  |
|  |  |              |              |              |              |              |              |              |              |                  |                  |                  |                  |                  |                  |                     |  |  |  |                |                |                |                |                 |                 |                 |                 |                 |                 |              |              |              |              |  |  |  |  |  |  |  |  |  |  |  |  |  |  |  |  |  |  |  |  |  |  |  |  |
|  |  |              |              |              |              |              |              |              |              |                  |                  |                  |                  |                  |                  | Pierre-Amand Landry |  |  |  |                |                |                |                |                 |                 |                 |                 |                 |                 |              |              |              |              |  |  |  |  |  |  |  |  |  |  |  |  |  |  |  |  |  |  |  |  |  |  |  |  |

Le père de Pierre-Amand Landry est tout d'abord instituteur avant d'acheter une ferme ; il est l'un des hommes les plus influents du village. L'année de la naissance de son fils Pierre-Amand, il se fait élire député de la circonscription de Westmorland à l'Assemblée législative du Nouveau-Brunswick ; il est le premier Acadien de la province à occuper un poste aussi important.
Il épouse l'Irlandaise Bridget Annie Aloysius McCarthy, surnommée Annie, à Saint-Jean le 17 septembre 1872. Le couple a onze enfants, dont quatre morts en bas âge.

## Biographie

### Jeunesse et éducation
Les historiens connaissent peu de choses sur l'enfance de Pierre-Amand Landry, puisque lui-même en parlait rarement. Sa famille réside avec le grand-père Alain et la tante Nathalie dans une petite maison de piètre qualité, pièces sur pièces, comptant deux salles. La maison est pourtant l'une des plus grandes et des plus confortables du village. Plus tard, le père construit toutefois une plus grande maison en bois, de style victorien, au centre du village.
Le père étant souvent absent, c'est Pélagie qui s'occupe de l'éducation des enfants, même si elle est illettrée ; Pierre-Amand en garde le souvenir d'une mère affectueuse. L'éducation qu'ils reçoivent s'apparente probablement à ce qui se fait dans d'autres familles du village. La famille est religieuse mais Pierre-Amand ne le montre pas vraiment en public. Sa mère lui transmet des valeurs comme le respect des sentiments des autres, le partage, l'honnêteté et le respect de la nature. Pierre-Amand aime d'ailleurs les promenades et le jardinage. Son père lui parle souvent de politique et l'influence de plus en plus au fil du temps. C'est un nationaliste mais il est respecté à la fois des Acadiens et des Anglais pour son intégrité. Il inculque à ses enfants le respect des deux peuples du Nouveau-Brunswick et la valeur du bilinguisme comme voie raisonnable pour la survie des Acadiens.
Pierre-Amand Landry entre à l'école élémentaire francophone de Memramcook-Ouest à l'âge de sept ans. La qualité de l'éducation varie alors fortement d'une localité à l'autre, mais la population locale y démontre un intérêt, ayant des enseignants depuis 1790 et une école depuis 1803. Ses instituteurs ont seulement un brevet d'enseignement de troisième classe, mais certains sont tout de même très éduqués. Les résultats scolaires de Pierre-Amand ne sont pas connus et il n'a jamais parlé de son éducation primaire. Il doit toutefois être un bon élève puisque son père l'inscrit à la Grammar School de la Fredericton Collegiate School en 1856. Déjà bilingue, son séjour lui permet de parler l'anglais parfaitement et l'initie à la culture anglaise,. De plus, il se rend régulièrement à l'Assemblée législative lorsque son père participe aux débats et il est donc initié précocement aux joutes politiques. Il est vraisemblablement un très bon élève et il obtient, après quatre ans d'études, un brevet d'enseignant de troisième classe le 11 octobre 1862, à l'âge de seize ans.

### Premiers emplois et poursuite des études

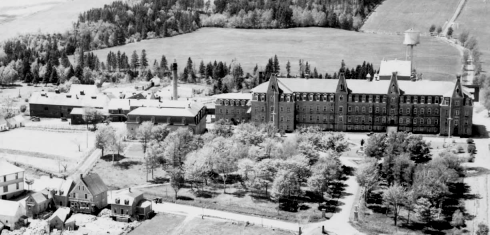
Le Collège Saint-Joseph (avant l'incendie de 1933).

Pierre-Amand enseigne à Memramcook en 1861, avant même l'obtention de son brevet. Il ne parlera jamais de cette expérience et, de toute façon, n'a d'ailleurs pas l'intention de rester professeur mais cherche plutôt à économiser pour poursuivre ses études. Son brevet obtenu, il part enseigner pour deux semestres à Cap-Pelé en janvier 1863 ; il considère ces quelques mois comme la période la plus heureuse de sa vie. Il est apprécié de la population locale et il laisse une bonne impression à l'inspecteur scolaire.
Le 10 octobre 1864, il est l'un des trente premiers étudiants à s'inscrire au Collège Saint-Joseph, dans son village natal. Le collège est situé dans un bâtiment inconfortable mais Pierre-Amand n'est pas pensionnaire. Le collège donne un cours classique accéléré — quatre ans au lieu de huit — et Pierre-Amand est en fait exempté de la première année grâce à l'éducation reçue à Fredericton,. Le collège est bilingue et Pierre-Amand compte des camarades comme Pascal Poirier. L'établissement accorde une place importante à la religion et à l'éloquence,. Il obtient plusieurs prix de discours et d'excellence académique, qu'il donnera plus tard au collège. Ses résultats sont toutefois inconnus, les documents ayant été détruits dans un incendie en 1933. Il quitte le collège au printemps 1867. En 1893, il est nommé vice-président d'honneur de l'Académie Saint-Jean-Baptiste, le cercle de débat puis société littéraire du collège. Il obtient une maîtrise en arts honorifique la même année.
En 1867, il fait un stage dans le cabinet d'avocat d'Edward Barron Chandler et d'Albert James Smith ; ce dernier a été démis de son poste de Premier ministre du Nouveau-Brunswick l'année précédente. Reçu attorney en 1870 et admis au Barreau en 1871, Pierre-Amand Landry est le premier Acadien à être avocat. Il déménage à Dorchester, le chef-lieu du comté de Westmorland, où il installe son étude.

### Député provincial
Son père, Amand Landry, se retire de la vie politique juste avant l'élection provinciale de 1870. À l'âge de 24 ans, Pierre-Amand prend la relève et annonce sa candidature le 20 mai. Deux semaines après son annonce a lieu une convention à Barachois pour le choix d'un candidat acadien pour le comté et son seul opposant est François-Xavier Nortbert Lussier, l'éditeur-rédacteur du journal Le Moniteur acadien ; les Acadiens restent en effet divisés politiquement. Pierre-Amand Landry l'emporte avec une forte majorité, probablement avantagé par la réputation de son père et parce son opposant ne réside dans la région que depuis trois ans. À l'époque, lors des élections dans la circonscription de Westmorland, un allié anglophone puissant et des liens dans la localité dépassent en importance la représentation locale, contrairement aux autres comtés. Les Acadiens approuvent généralement son investiture mais Le Moniteur acadien questionne son droit d'être le seul candidat francophone ainsi que son jeune âge. F.-X. Lussier avait d'ailleurs accusé Landry d'être jeune et inexpérimenté. Lors de son discours de victoire, prononcé le soir même, Pierre-Amand affirme qu'il fera de son mieux pour se débarrasser de « ce jeune âge » le plus vite possible et qu'il s'opposera fermement à la loi sur les écoles communes.
L'élection se produit en pleine Question des écoles du Nouveau-Brunswick. Le Premier ministre sortant, George Edwin King, a proposé de réformer le système scolaire en 1869, en instaurant les commissions scolaires et une taxe scolaire, mais il retire le projet juste avant l'élection face à l'opposition des journaux catholiques comme Le Moniteur acadien et The Morning Freeman. Le projet fait toutefois des remous durant la campagne, créant des tensions ethniques et religieuses, entre d'une part les Acadiens et Irlandais catholiques et d'autre part les Anglais et les Écossais protestants. Cette situation pousse les Acadiens à défendre leurs intérêts publiquement. Landry propose l'instauration de deux réseaux scolaires distincts, l'un laïc et l'autre catholique, financés par le gouvernement. Conscient de son influence, King lui propose un poste de Commissaire des travaux publics s'il se joint au parti du gouvernement, ce qu'il refuse. Pierre-Amand Landry est tout de même élu le 5 juillet 1870. Les Landry représentent alors la seule dynastie politique acadienne.
En avril 1871, le gouvernement King réintroduit le projet de loi 87, ou Loi des écoles communes (Common Schools Act). Un article est ajouté, proposant de rendre les écoles laïques. Malgré l'opposition des catholiques, le projet est adopté par la majorité des députés, qui sont protestants. Les catholiques refusent alors de payer la taxe scolaire, malgré les pressions du gouvernement, et demandent l'aide du gouvernement fédéral, sans succès. La réforme scolaire est toujours l'enjeu principal lors de l'élection provinciale de 1874. Sollicitant l'appui de la majorité protestante afin d'empêcher les catholiques d'abroger la loi, le gouvernement obtient une majorité importante. Landry perd son siège de député.

### Bref retour à la carrière d'avocat
Pierre-Amand Landry reprend sa carrière d'avocat. Son cabinet est prospère. Ses clients sont surtout des Acadiens du comté mais il fait aussi affaire avec des anglophones. La plupart des documents de ses causes ont toutefois été perdus. En plus d'être avocat, il est élu au conseil du comté de Westmorland en 1877, juste après l'adoption de la loi créant cette administration. Il en devient le premier préfet.

#### Affaire Louis Mailloux

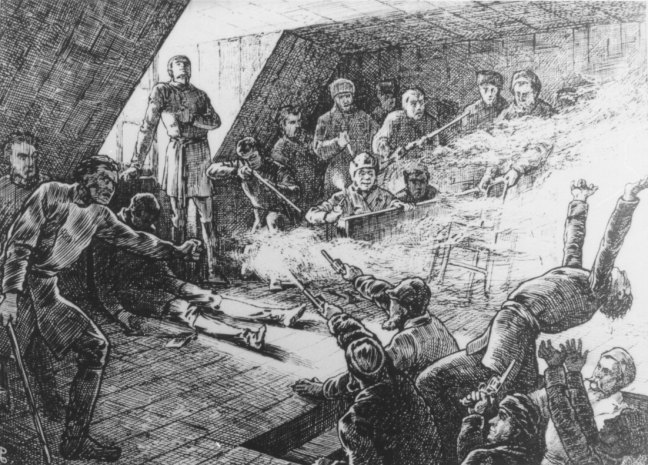
Caricature de la fusillade de Caraquet.

La Question des écoles du Nouveau-Brunswick dégénère en janvier 1875 lors de l'affaire Louis Mailloux, à Caraquet, où deux personnes sont tuées et neuf Acadiens accusés de meurtre. Pierre-Amand Landry est nommé assistant de l'avocat de la défense, Samuel Robert Thomson. Ce dernier étant souvent absent, Pierre-Amand le remplace sans difficulté. Tous deux réussissent à faire libérer les accusés. Un compromis est ensuite trouvé, permettant entre autres l'enseignement religieux après les cours réguliers ; cette victoire assoit la réputation de Landry comme défenseur de la cause acadienne. Ce procès est l'un des plus importants de l'histoire de l'Acadie.

#### Mariage et drame familial
Pierre-Amand Landry fréquente souvent la famille de l'Irlandais Thimothy McCarthy dès son adolescence et épouse sa seconde fille, Bridget Annie Aloysius McCarthy, surnommée Annie, à Saint-Jean le 17 septembre 1872. Le mariage est célébré par François-Xavier Cormier, le premier curé né à Memramcook et collègue de Pierre-Amand durant ses études collégiales. Le couple n'a pas vraiment de voyage de noces mais emménage dans une grande maison que l'époux a achetée près du centre du village de Dorchester. Le premier enfant, Thimothy-Allain, naît à l'automne 1873. Leur première fille, Marie-Gertrude, naît en 1875 mais meurt âgée de seulement quelques semaines. Anna-Rosalie naît en 1877. L'épidémie de diphtérie de 1879 emporte les deux enfants de la famille. Pierre-Alfred, le quatrième, naît le 31 août 1879 et sera un enfant de solide constitution.

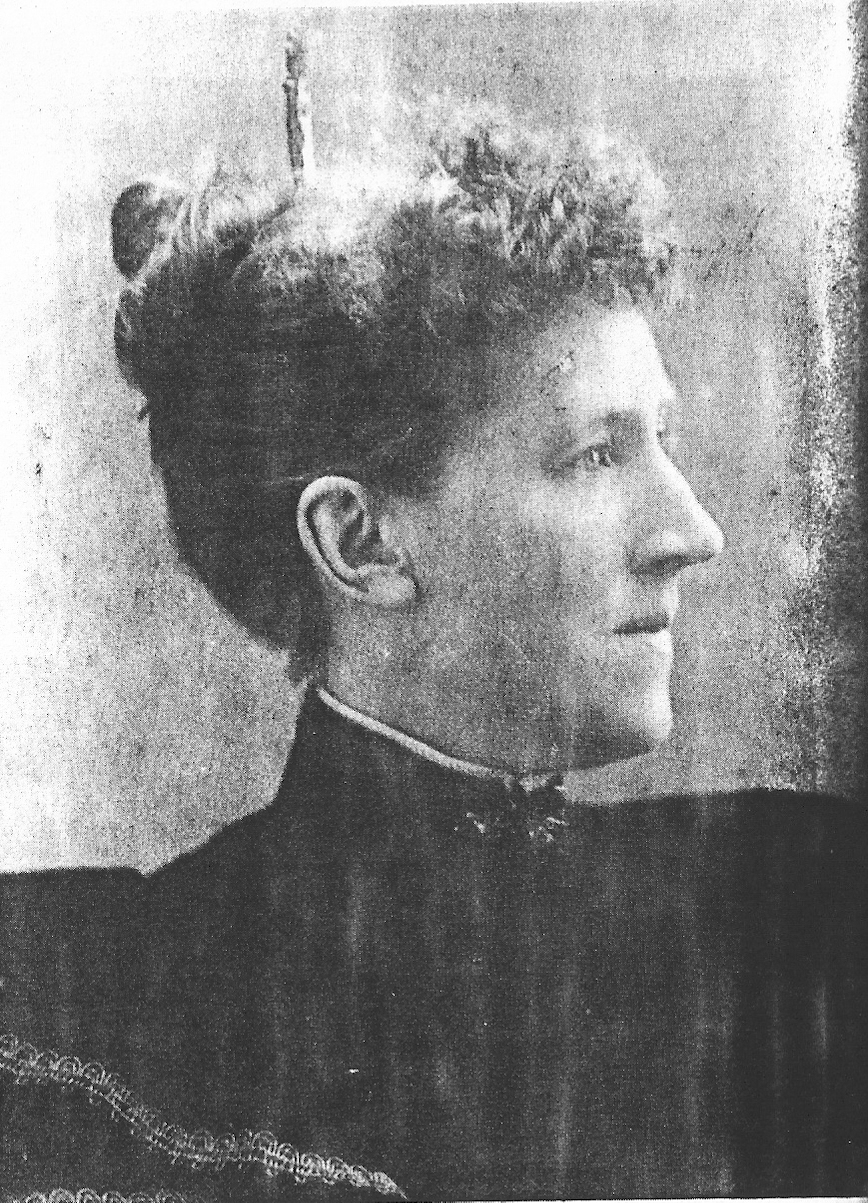
Annie.
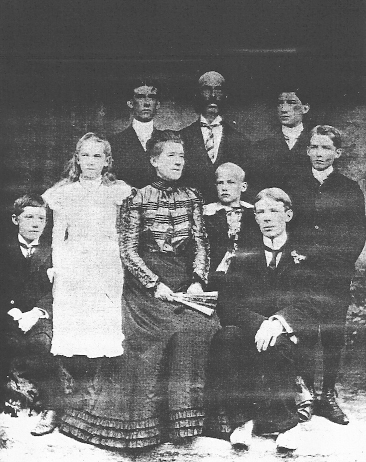
Pierre-Amand (arrière au centre), Annie (devant, troisième à partir de la gauche) et leurs enfants, en 1899.

### French Power

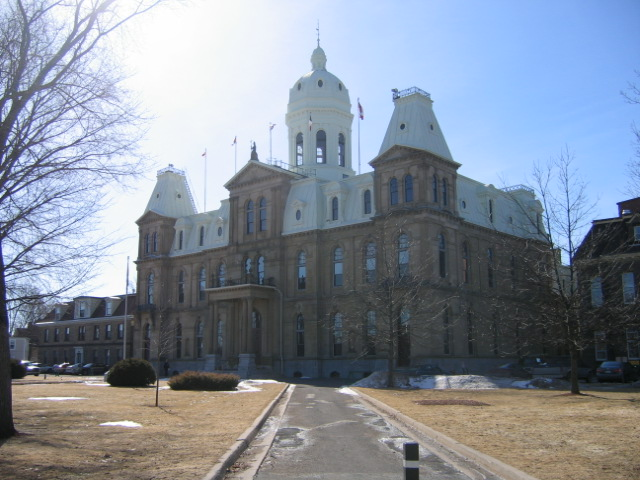
L'édifice de l'Assemblée législative du Nouveau-Brunswick.

Les tensions ethniques et religieuses s'étant atténuées, Landry se présente comme candidat indépendant lors de l'élection de 1878, dans la circonscription provinciale de Westmorland. Tout en évitant de mentionner la Question des écoles du Nouveau-Brunswick, il fait la promotion d'une politique de modération et de tolérance, la seule avantageuse pour les Acadiens à son avis. Il est nommé candidat acadien le 8 mai, sans opposition. D'abord indépendant, il se joint aux conservateurs. Les clivages se sont en effet accentués depuis 1874 et il devient de plus en plus important pour un candidat d'adopter le programme d'un parti. Les libéraux, qui se sont opposés à lui durant la Question des écoles, lui font une offre, qu'il refuse. Il considère de toute façon que les conservateurs sont les seuls pouvant l'aider à rallier le vote des anglophones, les Acadiens n'étant pas assez nombreux dans le comté pour lui permettre de l'emporter. Lors d'un discours prononcé à Shédiac le 10 juin, il affirme faire ce choix uniquement parce qu'il y est forcé par ses adversaires. Ses colistiers sont les anglophones Daniel Lionel Hanington, Joseph Laurence Black (en) et Amasa Emerson Killam (en), qui se sont associés à Pierre-Amand Landry dans le but de rallier les Acadiens du comté.
Afin de gagner les catholiques — Acadiens et Irlandais — qui avaient surtout voté pour des candidats indépendants, ainsi qu'en reconnaissance de l'importance des circonscriptions de Westmorland et du Nord-Est de la province, le Premier ministre John James Fraser nomme pour la première fois des catholiques au Conseil exécutif. Landry est assermenté Commissaire en chef des travaux publics le 13 juillet 1878 ; ce poste est très convoité car il confère de vastes pouvoirs discrétionnaires. Della M. M. Stanley croit que le Premier ministre Fraser a nommé Pierre-Amand Landry à ce poste pour l'inciter à se joindre aux libéraux.
L'hôtel du Gouvernement brûle le 25 février 1880 et les députés ne se réunissent à nouveau que le 9 mars suivant, à l'École normale provinciale. Un groupe de députés milite alors activement pour déplacer la capitale provinciale à Saint-Jean. Peu s'opposent à ce projet mais Pierre-Amand Landry convainc les élus que Fredericton est un terrain neutre entre Acadiens et anglophones et que déplacer la capitale serait offrir un « gros gâteau politique » à Saint-Jean. Pour une raison encore inexpliquée, il s'oppose toutefois à reconstruire le parlement à la hâte. L'édifice sera reconstruit en 1882, au coût de 120 000 CAD.
Le prédécesseur de Landry, William Moore Kelly, favorise le comté de Northumberland, qui reçoit plus d'argent pour la réfection des ponts comparativement au comté de Westmorland. Landry inverse cette préférence et investit deux fois plus d'argent dans le comté de Westmorland tout en réduisant les subventions au comté de Northumberland. Toutefois, durant son mandat, la majorité anglophone critique ce French Power (« Pouvoir des Français »), l'empêchant de favoriser ses compatriotes par des nominations au poste d'inspecteur ou en augmentant les subventions. Il souhaite malgré tout l'égalité entre Acadiens et anglophones et, pour cette raison, crée une section préparatoire francophone à l'école normale de Fredericton en 1878. L'année suivante, il nomme un premier Acadien, Valentin Landry, au poste d'inspecteur des écoles et travaille à la promotion de diverses personnalités, comme Ambroise Richard, nommé au Conseil législatif en 1882. L'une des principales réalisations de Pierre-Amand Landry en tant que Commissaire des travaux publics reste la construction du nouvel édifice de l'Assemblée législative, terminé en 1882.
Le Premier ministre John James Fraser démissionne de 25 mai 1882 et le gouvernement est remanié le jour même. Landry a la possibilité de devenir le nouveau Premier ministre mais soutient plutôt la candidature de Daniel Lionel Hanington à ce poste, jugeant qu'il est trop tôt pour qu'un Acadien gouverne la province. Il devient tout de même secrétaire provincial, responsable de l'éducation et des finances, ce qui en fait l'un des hommes politiques les plus puissants ; dans les faits, Hanington n'est qu'un prête-nom de Landry. La 25e élection générale est déclenchée en juin et Landry remporte à nouveau son siège de Westmorland. Les anglophones remarquent tôt l'influence qu'a Landry et le fait qu'il ait contribué à la défaite d'Albert James Smith à l'élection fédérale de 1882 réveille le sentiment anti-acadien. L'élection dans le comté de Westmorland est annulée peu de temps après car les agents des partis y ont commis plusieurs irrégularités. Landry remporte facilement l'élection partielle du 9 janvier 1883. Le gouvernement Hanington-Landry doit toutefois faire face à la forte opposition du parti libéral d'Andrew George Blair. Ce dernier convainc quelques députés conservateurs de faire secrètement défection. Le gouvernement Hanington-Landry est forcé de démissionner le 2 mars 1883 à la suite d'une motion de censure. Le nouveau gouvernement Blair ne compte aucun ministre acadien. Landry démissionne ensuite de son poste de député en août.

### Renaissance acadienne
La renaissance acadienne, ce mouvement de prise de conscience collective, a commencé vers le milieu du XIXe siècle, coïncidant avec une croissance démographique importante. À la fin des années 1870, l'élite acadienne, dont le chef est incontestablement Landry, souhaite doter l'Acadie d'organisations sociales et politiques indépendantes. Les membres de l'élite acadienne se séparent généralement en deux groupes à partir de la fin du XIXe siècle : les nationalistes, ouvertement Acadiens et peu intéressés à la politique, et les politiciens qui, eux, se préoccupent peu des questions linguistiques et identitaires. Pierre-Amand Landry, ainsi que Pascal Poirier, font exception en affichant ouvertement leur acadianité.
En 1880, une centaine de délégués, sous la présidence de Landry, sont invités à une conférence de la Société Saint-Jean-Baptiste à Québec, où est décidée la tenue d'une première Convention nationale acadienne à Memramcook pour l'année suivante. Landry préside les trois premières, soit Memramcook en 1881, Miscouche, à l'Île-du-Prince-Édouard, en 1884, et finalement Pointe-de-l'Église, en Nouvelle-Écosse, en 1890. Des questions religieuses, culturelles, politiques et économiques y sont traitées alors que tous les symboles nationaux sont choisis. Landry se montre un orateur puissant, parvenant à proposer de façon simple un programme pour l'avenir des Acadiens dès le discours d'ouverture. Lors de la convention de 1881, la plupart des délégués sont liés au milieu agricole, démontré par l'importance accordé à l'agriculture dans les débats. P.-A. Landry s'y montre toutefois moins intéressé quoiqu'il reconnait l'impact du travail des agriculteurs dans le développement de l'Acadie. Parmi les autres sujets débattus, P.-A. Landry soutien l'adoption de la fête de la Saint-Jean comme fête nationale de l'Acadie – une proposition du Canadien français Camille Lefebvre - alors que Marcel-François Richard dénonce ce qu'il considère être une tentative d'assimilation des Acadiens aux Canadiens français. P.-A. Landry parvient à apaiser le débat et à faire voter à l'unanimité l'adoption d'une fête authentiquement acadienne : le 15 août, jour de l'Assomption.
Selon Della M. M. Stanley, son style d'écriture est « émouvant et quelque peu fleuri ». En 1881, lors de la première Convention nationale acadienne, il affirme que les Acadiens descendent « d'un petit peuple qui fut autrefois vaincu, dispersé, spolié d'une manière atroce et honteuse », par allusion au Grand Dérangement. La même année, il parle de « plaie nationale » pour qualifier l'indifférence des Acadiens face à leurs journaux. Landry prononce l'un de ses meilleurs discours patriotiques le 15 août 1883, lors de la Fête nationale de l'Acadie à Bouctouche, dans la circonscription de Kent ; il y dénonce la servilité des Acadiens devant les anglophones. En 1902, au sujet de l'émigration acadienne, il soutient que cela ne menace pas le peuple acadien mais qu'au contraire cela agrandit la nation. En 1904, lors des célébrations du tricentenaire de l'Acadie, il déclare que les Acadiens ne sont « pas inférieurs » et jouissent de « certains avantages » face aux Canadiens français et anglophones.

### Député fédéral

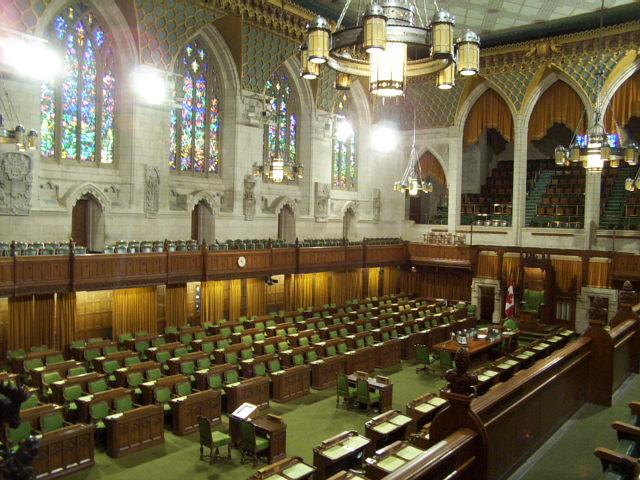
La Chambre des communes du Canada.

Landry a souhaité se lancer en politique fédérale avant même de quitter son poste de député provincial. Redoutant de se retrouver dans l'opposition, il persuade le député de Kent, Gilbert Girouard, de présenter sa démission, à condition qu'il obtienne en échange un poste de receveur des douanes à Richibouctou. À la suite de la démission de Girouard, une majorité d'électeurs acadiens soutiennent Landry, qui gagne l'élection partielle du 22 septembre suivant contre l'anglophone George McInerney.
À Ottawa, Landry soutient les conservateurs de John A. Macdonald. Même s'il est au départ éclipsé par des Néo-Brunswickois plus expérimentés comme John Costigan et Samuel Leonard Tilley, MacDonald le nomme à plusieurs comités. Tout en défendant un « esprit véritablement canadien » n'accordant pas d'importance aux différences de religion et de langue, Landry défend les intérêts des Acadiens du Nouveau-Brunswick. Il se plaint à plusieurs reprises de leur sous-représentation au gouvernement. En effet, sur les 24 sénateurs représentant les Maritimes, aucun n'est acadien. À la suite de la mort du sénateur William Muirhead, l'élite s'organise et Landry laisse planer subtilement la menace de la désaffection des Acadiens. Lors de l'annonce de la nomination d'un premier sénateur acadien, Tiley propose Landry à ce poste, qui propose à son tour Pascal Poirier ; la raison est que Landry effectue alors des démarches pour devenir juge à la Cour suprême du Nouveau-Brunswick,. Le 9 mars 1885, Poirier devient le premier sénateur acadien.
En 1885, à la suite de la pendaison de Louis Riel, Landry rapporte les doléances de ses compatriotes tout en dénonçant l'usage de la violence lors de la Rébellion du Nord-Ouest ; il soutient alors que les Acadiens n'auraient jamais pu faire de progrès sur le plan politique en faisant usage de la violence. Landry est réélu en 1887 dans la circonscription de Kent, toujours contre George McInerney.

### Juge
Pierre-Amand Landry considère que la place grandissante des Acadiens rend urgente la nomination d'un premier juge acadien et qu'il est le candidat tout désigné en raison de son expérience politique et son implication locale. Le Moniteur acadien propose d'ailleurs sa nomination après la démission d'Edward Williston, en 1881, sans qu'il n'y ait de suite. En janvier 1882, c'est le Capital de Fredericton, réputé conservateur, qui estime « qu'en plus d'affermir la confiance des Français [sic] dans la magistrature, ce serait leur faire un aimable compliment », alors que le Weekly Transcript de Moncton considère que Pierre-Amand Landry est incapable de remplir ces fonctions. Landry lui-même écrit au Premier ministre John A. Macdonald en décembre de cette année puis en 1885, en 1887 et en 1889, mais celui-ci répond qu'il est plus utile au Parlement. En février 1885, à la suite de la mort du juge John Wesley Weldon, quatre candidats sont proposés pour son remplacement : Daniel Lionel Hanington, G. Waters, W. H. Tuck et Pierre-Amand Landry. Landry est soutenu par Hector-Louis Langevin et par le journal Ottawa Citizen mais c'est finalement W. H. Tuck qui est choisi. Le 15 avril 1890, à la suite de la mort de Bliss Botsford, John A. Macdonald lui offre finalement un poste de juge de la cour des comtés de Westmorland et de Kent. Il accepte, d'autant plus que sa santé précaire et la dépression de son épouse nécessitent un retour au Nouveau-Brunswick. Sa nomination est bien accueillie et une réception est organisée le lendemain. Y assistent plusieurs membres influents du parti conservateur. Il est nommé à la Cour suprême du Nouveau-Brunswick le 21 septembre 1893.
Selon Della M. M. Stanley, le juge Landry n'est pas un grand spécialiste du droit mais il est reconnu pour son impartialité, son esprit de synthèse et sa volonté de prendre en compte tous les aspects de ses causes. Il est, selon l'avocat Mariner G. Teed, le meilleur de la province lorsque vient le temps de juger un témoin ou de prendre une décision basée sur les témoignages. Même le Weekly Transcript, traditionnel opposant, ne met jamais en doute son impartialité. Il préside plusieurs procès importants, tels que celui pour libelle diffamatoire de Henry Emmerson contre le journal The Daily Gleaner en 1907. Le procès se termine par un acquittement, Landry considérant qu'il est dans l'intérêt du public d'encourager le droit des journaux à publier ce qu'ils croient. Un autre procès notable, l'un des plus connus de l'histoire du comté, est celui pour le meurtre de Mabel Glennie par sa mère Jane Stevens, épouse du propriétaire du journal The Times, Thaddeus Stevens. Jane Stevens est reconnue non coupable, Thaddeus Stevens traite le juge de « French Bastard » et ce dernier le menace d'outrage au tribunal.
En 1908, le Premier ministre John Douglas Hazen le nomme à la tête d'une commission d'enquête sur les transactions financières entre la Central Railway Company et les gouvernements de Lemuel John Tweedie et de William Pugsley. Le rapport déclenche une polémique car il blâme à la fois les gouvernements et la compagnie pour avoir détourné des fonds publics et avoir agi au détriment de l'intérêt public. Malgré la campagne de dénigrement des journaux, Landry en ressort avec une meilleure réputation, de par son intégrité tout au long de l'affaire. En 1913, lors de la réorganisation de la Cour d'appel du Nouveau-Brunswick, il devient juge en chef de la division du Banc du roi,.

### Lutte pour l'acadianisation du clergé
Les évêques des Maritimes, d'origine irlandaise, soutiennent la formation d'un clergé anglophone, imposant la langue anglaise dans les paroisses acadiennes. Pierre-Amand Landry est secrétaire de la Société nationale L'Assomption et, à partir de 1893, milite avec son président, Pascal Poirier, pour qu'un prêtre acadien soit nommé coadjuteur. Deux prêtres irlandais sont toutefois nommés à ce poste en 1899. Landry est très déçu, il affirme même, selon la légende, qu'il ne veut pas assister aux « funérailles du peuple acadien ». À partir de la IVe Convention nationale acadienne d'Arichat en 1900, l'élite acadienne poursuit sa lutte pour l'acadianisation du clergé. Marcel-François Richard se rend deux fois à Rome, en 1907 et 1910, afin de demander au pape la formation d'un troisième diocèse à Moncton, avec à sa tête un évêque acadien. Alfred-Édouard Leblanc ne devient le premier évêque acadien qu'en 1912, et ce, à la tête du diocèse de Saint-Jean.

### Retraite et mort
La santé de Pierre-Amand Landry devient précaire à partir de 1887 et le force à restreindre ses activités à compter de 1890. Il est victime d'un accident de chemin de fer en 1913 qui le laisse temporairement paralysé. Il est de plus atteint du cancer en 1915. Il est hospitalisé à l'hôpital Johns-Hopkins de Baltimore, aux États-Unis, en janvier 1916. Plus tard dans l'année, le journal The New Freeman lance une campagne pour la nomination d'un lieutenant-gouverneur catholique et il est le premier nom proposé. Il est toutefois très affaibli et meurt à l'aube du vendredi 28 juillet dans sa maison de Dorchester, à l'âge de 70 ans. Une brève cérémonie est organisée le 1er août à sa résidence. Sa dépouille est ensuite emmenée à l'église Saint-Thomas de Memramcook, où ses funérailles sont célébrées par l'évêque Leblanc. De nombreuses personnes lui rendent hommage à travers le pays et il est enterré au cimetière de la paroisse Saint-Thomas.

## Distinctions
- 1881 : membre du Conseil de la Reine (C.R.)[3]
- 1893 : Maître honoris causa en arts, Université Saint-Joseph
- 1900 : Docteur honoris causa, Université du Nouveau-Brunswick[3]
- 1902 : Docteur honoris causa, Université Laval[3]
- 1916 : Chevalier de l'Ordre de Saint-Michel et Saint-Georges (King Commander ou KCMG)[S 34],[note 8]

## Hommages
En 1955, la Commission des lieux et monuments historiques du Canada le nomme personne d'importance historique nationale et appose une plaque en sa mémoire au Collège Saint-Joseph. Le pavillon Pierre-A.-Landry de l'Université de Moncton abritait autrefois la faculté de droit ; de nos jours, il abrite différents organismes de l'université ainsi que des résidences étudiantes. Le trophée Pierre-Amand-Landry est décerné chaque année par la faculté de droit de l'Université de Moncton aux étudiants ayant obtenu les meilleurs résultats au tribunal-école P.-A.-Landry. Sa maison de Dorchester, construite vers 1872, devient un lieu historique municipal en 2010.